# Зоря OH/IR

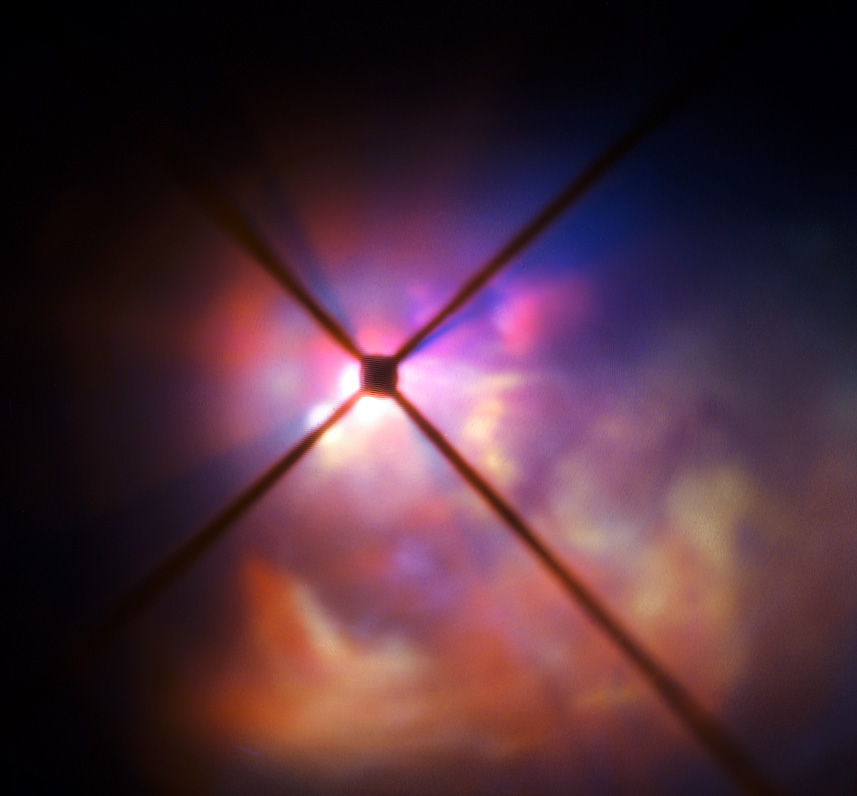
Зображення околиць червоного гіпергіганта VY Великого Пса на Дуже великому телескопі

Зоря OH/IR — зоря на асимптотичній гілці гігантів або червоний надгігант чи гіпергігант, яка демонструє сильне випромінювання OH-мазера і надзвичайно яскрава в ближньому інфрачервоному діапазоні.
На дуже пізніх стадіях еволюції асимптотичний гігант зоря розвиває так званий супервітер із надзвичайно великою втратою маси. Газ у зоряному вітрі охолоджується на значних відстанях від зорі, утворюючи такі молекули, як вода (H2O) і монооксид кремнію (SiO). Це може утворювати частинки пилу, переважно силікати, які затемнюють зорю на коротких довжинах хвиль, що перетворює її на сильне інфрачервоне джерело.
Шляхом фотодисоціації або ударної дисоціації в оболонці зорі можуть утворюватися радикали OH. Молекули H2O і OH можна накачати для отримання мазерного випромінювання. OH-мазери, зокрема, можуть яскраво сяяти на 1612 МГц, і це вважається визначальною характеристикою зір OH/IR. Багато інших зір асимптотичної гілки гігантів, таких як міриди, демонструють слабші ОН-мазери на інших довжинах хвиль, наприклад 1667 МГц або 22 МГц.

## Приклади

### OH/IR зорі
- R Орла[en]
- QX Puppis
- V669 Касіопеї[en]
- W43A[en]

### OH/IR надгіганти
- S Персея[en]
- VX Стрільця[en][a]
- VY Великого Пса
- AH Скорпіона[en]
- MY Цефея[en]
- PZ Касіопеї[en]
- NML Лебедя
- IRC +10420[en]
- WOH G64

## Виноски
1. ↑  Пізніше знайдено, що це зоря асимптотичної гілки гігантів.